# Rugby Frascati Union
Il Rugby Frascati Union SSD è un club italiano di rugby a 15 della città di Frascati.
Fondato nel 1949 come A.S. Rugby Frascati, nel corso degli anni ebbe diversi nominativi e assetti societari, come nella seconda metà degli anni 50 quando passò sotto la gestione del Centro Sportivo Italiano. Noto fino alla stagione 2016-17 come Rugby Città di Frascati SSD, dal 2017 ha assunto la denominazione attuale.
Il club vanta 18 presenze nella prima divisione del campionato nazionale, delle quali sette consecutive dalla stagione di serie A 1969-70 a quella 1975-76.
Oltre al Rugby Frascati Union, a Frascati esistono tre realtà rugbistiche distinte: la Lupi Frascati Rugby F.C. ASD, operante nel settore giovanile, e il Frascati Rugby Club SSD, fondato nel 2015 e militante in serie B.

## Cronistoria
| Cronistoria del Rugby Frascati Union |
| --- |
| - 1949 · Fondazione dell'A.S. Rugby Frascati - 1949-50 · - 1950-51 · - 1951-52 · - 1952-53 · - 1953-54 · - 1954-55 · - 1955-56 · serie B promozione in serie A - 1956-57 · 5º girone D serie A - 1957-58 · 7º girone D serie A retrocessione in serie B - 1958-59 · serie B; finale promozione promozione in serie A - 1959-60 · 5º girone C serie A - 1960-61 · 7º girone C Eccellenza retrocessione in serie B - 1961-62 · serie B - 1962-63 · serie B - 1963-64 · serie B promozione in Eccellenza - 1964-65 · 6ª Eccellenza - 1965-66 · 12ª serie A retrocessione in serie B - 1966-67 · serie B - 1967-68 · serie B; finale promozione - 1968-69 · serie B promozione in serie A - 1969-70 · 5ª serie A - 1970-71 · 7ª serie A - 1971-72 · 5ª serie A - 1972-73 · 7ª serie A - 1973-74 · 11ª serie A ripescata in serie A - 1974-75 · 8ª serie A - 1975-76 · 12ª serie A retrocessione in serie B - 1976-77 · serie B - 1977-78 · serie B promozione in serie A - 1978-79 · 9ª serie A - 1979-80 · 9ª serie A - 1980-81 · 8ª serie A - 1981-82 · 4º girone C serie A; 4º girone A recupero; 4ª poule salvezza 2 retrocessione in serie B - 1982-83 · serie B promozione in serie A - 1983-84 · 6ª serie A; 6ª poule salvezza retrocessione in serie B - 1984-85 · serie B - 1985-86 · serie B - 1986-87 · 7ª serie A2 - 1987-88 · 11ª serie A2 retrocessione in serie B - 1988-89 · serie B - 1989-90 · serie B; spareggio promozione - 1990-91 · serie B - 1991-92 · serie B - 1992-93 · serie B - 1993-94 · serie B promozione in serie A2 - 1994-95 · 6º girone C serie A2; 2ª poule salvezza 2 - 1995-96 · 9º girone A serie A2; 5ª poule salvezza 1 retrocessione in serie B - 1996-97 · serie B - 1996-98 · - 1996-99 · - 1999-2000 · - 2000-01 · - 2001-02 · - 2002-03 · serie C promozione in serie B - 2003-04 · 7º girone B serie B - 2004-05 · 2º girone D serie B; play-off promozione promozione in serie A - 2005-06 · 9º girone A serie A - 2006-07 · 12º girone A serie A retrocessione in serie B - 2007-08 · 3º girone D serie B - 2008-09 · 3º girone D serie B - 2009-10 · 2º girone D serie B; play-off promozione - 2010-11 · 2º girone D serie B; play-off promozione - 2011-12 · 7º girone D serie B - 2012 · Cambio denominazione in Rugby Città di Frascati SSD - 2012-13 · 7º girone D serie B - 2013-14 · 2º girone D serie B; play-off promozione - 2014-15 · 2º girone 4 serie B; 4ª poule promozione - 2015-16 · girone 4 pool 1 serie B; ritiro della squadra dal campionato retrocessione in serie C - 2016-17 · girone 2 serie C Lazio - 2017 · Assume la denominazione di Rugby Frascati Union SSD - 2017-18 · girone G serie C1 promozione in serie B - 2018-19 · 11º girone 4 serie B retrocessione in serie C - 2019-20 · serie C; campionato interrotto - 2020-21 · serie C; campionato non disputato |

## Colori e simboli

Una rosa del Frascati sponsorizzato Pouchain, in maglia giallorossa, sul finire degli anni 70

I colori sociali del Frascati sono il giallo e il rosso, storicamente rappresentati sulle divise da gioco a strisce orizzontali alterne. Il simbolo, presente anche nel logo societario, è la Lupa capitolina; da qui anche il soprannome dei giocatori del club frascatano, conosciuti come I Lupi.

## Settore giovanile
Le formazioni Under-17/18 e Under-15/16 giunsero due volte ciascuna a disputare la finale per il titolo di campione d'Italia di categoria, rispettivamente nel 1998-99 e 2002-03 e consecutivamente nel 1997-98 e 1998-99.
Il settore del mini rugby, invece, presenta due affermazioni nel celebre Trofeo Topolino nel 1997 con l'Under-10/11 e nel 1999 con l'Under-12/13.

## Settore femminile
La società frascatana è particolarmente attiva nel settore femminile, uno strutturato vivaio composto da formazioni junior (Under-13, Under-15, Under-17) e mini rugby (Under-5, Under-7, Under-9, Under-11).
La squadra femminile del Frascati, attiva già nella prima metà degli anni duemila, prese parte al campionato nazionale di serie A già nelle edizioni 2003-04, 2004-05, 2005-06 e, successivamente, nel 2014-15. Nel 2015-16 la formazione frascatana venne esclusa dal campionato per aver rinunciato a disputare la terza gara consecutiva; da quell'anno fino all'edizione 2017-18 la partecipazione della città di Frascati fu garantito dalla Società Frascati 2015. Dopo la mancata iscrizione al campionato 2018-19 da parte del Frascati 2015, dal 2019-20 fu nuovamente la squadra femminile del Frascati a rappresentare la città nella massima categoria.

## Giocatori di rilievo
Furono quattro i giocatori selezionati nella nazionale italiana mentre giocavano al Frascati: il primo in assoluto a vestire l'azzurro fu Guido Porzio, poi Paolo Paoletti, capitano del Frascati per molte stagioni, Antonio Spagnoli e Franco Bargelli.
Altri giocatori che hanno vestito la maglia azzurra furono Giancarlo Cucchiella e Gert Peens, mentre, tra i prodotti del vivaio della Società frascatana figurano: Giulio Bisegni, Renato Giammarioli e Giulio Rubini.
Fra le giocatrici di rilievo, invece, più recentemente si annoverano: Elisa Cucchiella e Giordana Duca, selezionate per la nazionale femminile, e le frascatane Beatrice Capomaggi e Benedetta Mancini.